# Apple Arcade
Apple Arcade est un service d'abonnement aux jeux vidéo proposé par Apple. Il a été lancé le 19 septembre 2019 lors de la présentation annuelle principale d'Apple. Pour un abonnement mensuel, la plate-forme offre aux abonnés un accès illimité à une sélection de jeux vidéo sur tout appareil Apple compatible ou système logiciel : iOS 13, tvOS 13, iPadOS 13 et macOS Catalina ou version ultérieure. Le service offre à la fois des forfaits mensuels et annuels partagés individuels et familiaux, ne comprend aucune publicité ou achat intégré et la possibilité de télécharger des jeux pour jouer hors ligne. En plus d'utiliser le service sur des produits exclusifs à Apple, le gameplay est également compatible avec des accessoires tiers telles que les manettes PlayStation et Xbox.

## Historique
Apple lance le service Apple Arcade en septembre 2019, en le dotant alors d'un peu plus de soixante-dix jeux exclusifs, la plupart provenant de développeurs prestigieux. En avril 2021, la firme change de stratégie en orientant son catalogue vers des remasters ou de nouvelles versions de succès commerciaux déjà publiés, et en cessant donc de se concentrer sur des titres exclusifs à sa plateforme.

## Modèle d'abonnement

### Apple Arcade et Apple App Store
La plate-forme de jeux vidéo traditionnelle d'Apple, l'App Store, permet aux utilisateurs de télécharger des jeux gratuits ou premium. Les jeux gratuits sont téléchargeables gratuitement, mais génèrent des revenus grâce à des achats intégrés et des publicités. En revanche, les jeux premium génèrent des revenus grâce à leurs prix de téléchargement respectifs ou à leurs achats intégrés, car ces applications ne contiennent généralement aucune publicité.
En 2018, les jeux premium sur l'App Store ont généré 476 millions USD tandis que les jeux gratuits ont généré 21,3 milliards USD de revenus. De plus, le nombre d'applications premium disponibles sur l'App Store est passé de 21,6% du total des jeux de l'App Store en 2014 à 9,3% en 2018.
Certains analystes affirment qu'il s'agit d'un facteur contribuant au développement et à la fondation d'Apple Arcade, avec la perspective économique que les consommateurs seront plus incités à payer des frais d'abonnement pour accéder à une gamme d'applications premium plutôt que d'acheter des jeux premium individuels. D'autres chercheurs ont fait valoir qu'Apple Arcade est une autre source de revenus pour Apple et permet à Apple de rivaliser avec d'autres services d'abonnement aux jeux vidéo tels que Google Play Pass, Xbox Game Pass, EA Play, PlayStation Now et autres.

### Revenus
Apple a investi 500 millions de dollars pour lancer le service Apple Arcade. Apple paie aux développeurs d'applications des frais initiaux pour créer des jeux vidéo pour la plate-forme et correspond avec certains développeurs dans le processus de développement. Bien qu'Apple n'ait pas révélé ses revenus réels provenant du service, des chercheurs ont estimé que d'ici 2024, les abonnés Apple Arcade représenteraient environ 10% de la base de consommateurs d'Apple et généreraient 4,5 milliards de dollars de revenus.

## Forfaits d'abonnement

### Abonnements Apple Arcade
Avec un abonnement au service, il est possible à la fois de jouer gratuitement sans limites et de télécharger des jeux pour pouvoir y jouer hors ligne, il n'y a ni publicités ni achat intégrés à l'abonnement. Un abonnement à Apple Arcade coûte 4,99 euros par mois ou 49,99 € par an. Ce plan peut être utilisé pour le jeu individuel ou comme plan de partage familial, auquel jusqu'à six utilisateurs peuvent participer. Les plans d'abonnement mensuel et annuel offrent un essai gratuit d'un mois et peuvent être annulés à tout moment.

### Apple One
Apple Arcade est le premier service d’abonnement aux jeux vidéo proposé par Apple et s’ajoute aux autres services d’abonnement en France d’Apple tels que Apple Music, Apple TV+, Apple News+ et Apple Fitness+, qui sont tous regroupés au sein d'Apple One.

## Plateformes et systèmes d'exploitation
Apple Arcade est accessible dans plus de 150 pays dans plus de 14 langues sur les appareils Apple compatibles, y compris les appareils iPod touch, iPad, iPhone, Apple TV et ordinateurs Mac. Il est inclus dans les logiciels Apple iOS 13 (2019), tvOS 13 (2019) et iPadOS 13 (2019) et macOS Catalina (2019). Il est également disponible dans les mises à jour logicielles ultérieures.

## Jeux
Lors du lancement d'Apple Arcade, la plate-forme proposait 71 premières applications pour le jeu, Apple annonçant que le nombre de jeux passera à plus de 100 d'ici la fin de 2020. Les jeux sont accessibles dans plus de 150 pays et peuvent être traduits en 14 langues. Tous les jeux Apple Arcade sont exclusifs au service et ne sont pas accessibles à partir d'autres plates-formes. Les jeux sont créés par des développeurs tels que Sega, Konami, Annapurna Interactive, Bossa Studios, Cartoon Network, Finji, Giant Squid, KleiEntertainment, LEGO, MistwalkerCorporation, Snowman, Ustwo et des dizaines d’autres éditeurs. Apple ne révèle pas les mesures de performance des jeux à ses développeurs. Il révèle seulement si le jeu a été accepté sur la plate-forme Apple Arcade.
En avril 2021, Apple Arcade annonce sa plus grosse extension de catalogue intégrant désormais des jeux déjà disponibles sur l'App Store mais ici sans achats intégrés ou publicités, ces jeux sont baptisés les « classiques indémodables et les légendes de l'App Store », dépassant alors les 180 jeux disponibles sur le service. Le cap des 200 jeux est passé en août suivant,.
En avril 2022, plus de 230 jeux sont disponibles sur le service.

## Fonctionnalités

### Supports logiciels
Apple Arcade est pris en charge sur iOS 13, tvOS 13, iPadOS 13 et macOS Catalina ou version ultérieure.

### Systèmes d'exploitation
Apple Arcade est pris en charge sur les appareils Apple dotés de logiciels compatibles. Ces appareils comprennent : iPhone, iPad, Apple TV, Macintosh et iPod touch.

### Progression iCloud
Apple Arcade utilise un DRM toujours activé, ce qui signifie que les utilisateurs doivent toujours être connectés avec leur Apple ID pour utiliser le service. Cela permet d'enregistrer la progression du jeu sur le compte iCloud de l'utilisateur. Les utilisateurs peuvent ensuite effectuer leur progression de jeu Apple Arcade entre les appareils tant qu'ils sont connectés au même compte iCloud.

### Plans de partage individuel et familial
Un abonnement mensuel (4,99 $) ou annuel (49,99 $) à Apple Arcade permet des jeux qui peuvent être partagés entre une et six personnes (partage familial). Apple Arcade est également disponible sur les forfaits Apple One mensuels et annuels, qui comprennent: 14,95€ par mois pour un forfait Individuel ou 19,95 € par mois pour un forfait Famille.

### Sécurité
Le suivi des données n'est pas autorisé. Cependant, le comportement des utilisateurs peut être suivi pendant que les consommateurs jouent. Les données du comportement des utilisateurs contribuent à la sélection de suggestions pour le jeu futur.

### Pas de publicité ni d'achats via l'application
Les applications Apple Arcade ne contiennent ni publicités ni achats intégrés.

### Connectivité réseau
Une fois connectés à Internet, les utilisateurs peuvent télécharger des jeux depuis Apple Arcade sur un appareil choisi. Une fois l'application téléchargée, elle peut être lue hors ligne sans connexion Internet.

### Modification de l'utilisateur
La modification de l'utilisateur implique des extensions qui permettent de nouveaux niveaux, personnages, objets, défis, quêtes et plus dans un jeu. Étant donné que les jeux Apple Arcade fonctionnent comme des systèmes fermés, les applications Apple Arcade n'impliquent généralement pas de modification par l'utilisateur.

### Consoles de jeu
Tous les jeux Apple Arcade peuvent être joués à partir d'appareils et de logiciels Apple compatibles. Les jeux proposés sur iPhone, iPad et iPod Touch incluent les jeux sur écran tactile. En outre, de nombreux jeux permettent la connectivité sans fil de consoles externes via Bluetooth, à condition que l'appareil externe soit compatible avec l'appareil Apple utilisé pour le jeu. Les appareils externes contiendront toujours une étiquette indiquant s'ils sont compatibles avec le jeu Apple Arcade.

### Taille du jeu
La taille des jeux individuels sur Apple Arcade varie de 200 mégaoctets à 2 gigaoctets. La taille de la limite de téléchargement d’une application est indiquée dans sa description sur la plate-forme Apple Arcade.